# Lorec (piwo)
Lorec – czeska marka piwa produkowana przez browar w Kutnej Horze, należący do kompanii Drinks Union. Obecnie produkowany jest tylko jeden gatunek piwa Lorec - speciální světlé pivo. Jest to mocne piwo jasne o ekstrakcie 14° i zawartości alkoholu 6,5%. Lorec jest sprzedawany w butelkach 0,5 l. oraz 30- i 50-litrowych kegach.